# Jacques Poustis
Jacques Poustis (* 22. April 1949 in Paris; † 24. April 2022 in Saint-Paul auf Réunion) war ein französischer Sänger und vor allem für seine Musik für Kinder bekannt. 
Er starb im April 2022 im Alter von 73 Jahren im Stadtteil Fleurimont von Saint-Paul an einem Herzstillstand.

## Diskografie
- Mademoiselle de Bourbon (33t, 1978, autoproduction)
- Le cow-boy Café au lait(chansons Jeune Public, 45t, autoproduction 1975)
- Cafrine (33t, 1978, Diffusion Royale", 1978)
- Qu'il fait bon danser (45t, Diffusion Royale, 1979)
- Jacques Poustis chante pour les enfants(33t,1980, JAM)
- 28 ans déjà (33t, 1980, JAM)
- Zoubête (conte et chansons enfants, 33t, Les 3 Moustiquaires, 1984)
- Le cours de ma vie (33t et K7 audio, autoproduit, 1984)
- Zoubilou-Zoubilette (chansons enfants, K7 audio et 33t,1985)
- Les bulles (K7 audio, Bistrac 1989)
- C'est ça l'amour (K7 audio, 1989)
- Réunion (chansons enfants, CD et K7 audio, Bistrac, 1992)
- Zoubête(CD, comédie musicale "Tout Public", Bistrac, 1994)
- Il était 3 fois(chansons enfants, K7 audio, 1995, autoproduit, Jacqueline Farreyrol, Hubert Hess, Jacques Poustis)
- Zoréole (CD, Bistrac, 1995)
- N'importe quoi (chansons enfants, 2001)